# Maqama

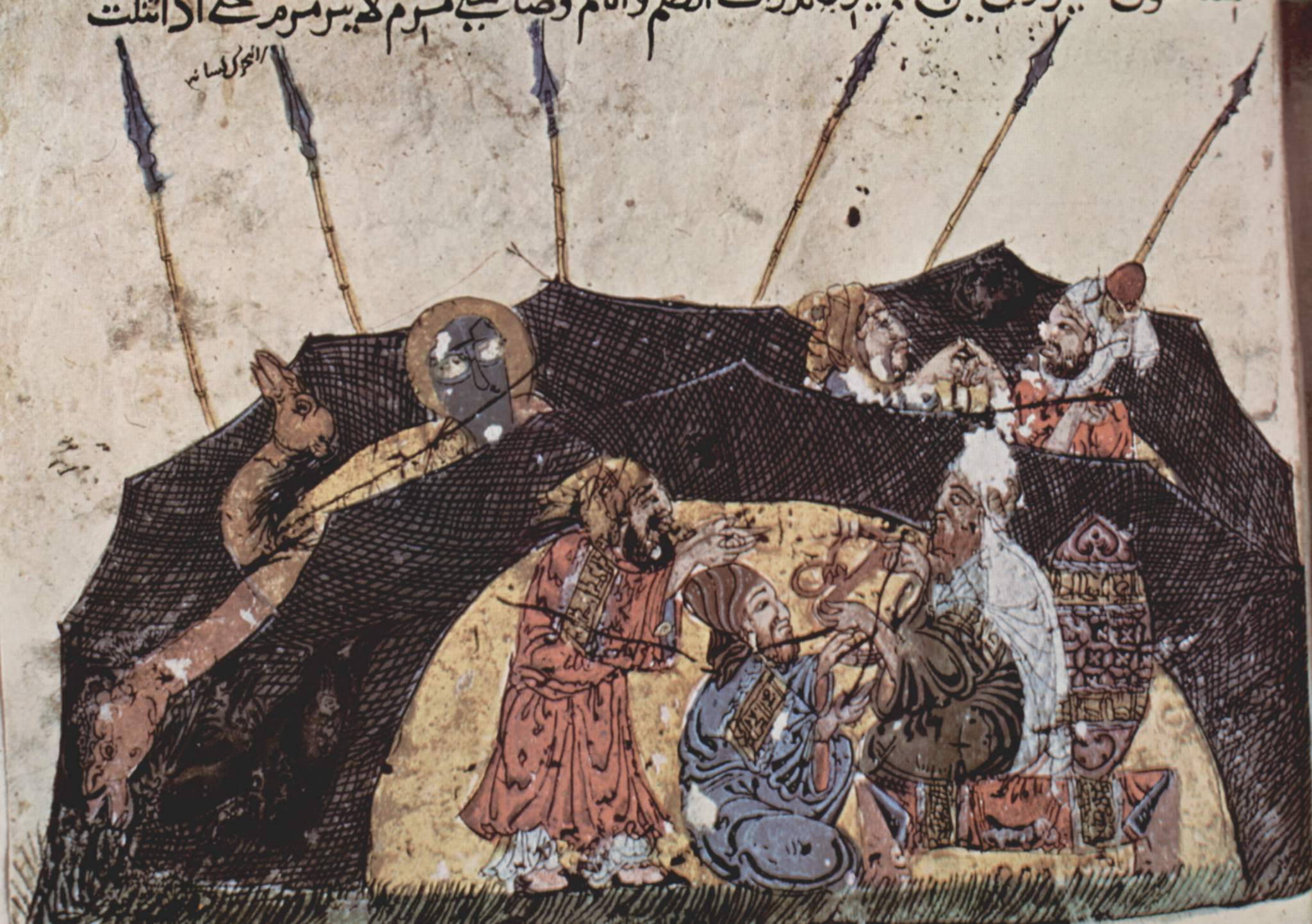
Miniatura en una edició de les Maqamat d'al-Harirí ('Iraq, ca. 1225-1235)

La maqama (àrab: مقامة, maqāma, pl. مقامة, maqāmāt) és un gènere literari específic de la literatura àrab.

## Característiques
Es tracta d'una narració curta que posa en escena un personatge central que es busca la vida a través de l'enginy i l'eloqüència. La narració està escrita en saj, prosa rimada i amb ritme. aquest tipus de relat breu manté la seva independència una d'un altre quant als seus continguts. La seva fi era la diversió entre tertulians, malgrat trobar en ells una retòrica florida i un lèxic rebuscat per donar vida a una temàtica
original i divertida.
El creador del gènere va ser Badí-az-Zaman al-Hamadhaní (968-1009) al segle X; un segle més tard, al-Harirí de Bàssora el va estendre, guanyant més notorietat que al-Hamadhaní. Tots dos autors van centrar les seves obres en personatges picarescs, les divagacions dels quals i aprofitaments en parlar enfront de les assemblees dels poderosos són transmeses per un narrador. El protagonista és un estafador eloqüent, un brètol vagabund que es guanya la vida sorprenent als seus espectadors amb expressions virtuoses d'acrobàcies retòriques, que inclouen el domini de la poesia àrab (o de la poesia i la prosa de l'hebreu bíblic en el cas de la maqama hebrea) i de la filosofia clàssiques. Típicament es compon de cinquanta episodis independents en els quals el personatge brètol, normalment disfressat, enganya al narrador per despullar-ho dels seus diners i ficar-ho en destrets o en situacions vergonyoses i, fins i tot, violentes. Malgrat els abusos, el narrador-víctima continua seguint a l'engalipador, fascinat pel seu cabal retòric.

## Principals autors demaqames
- Badi-az-Zaman al-Hamadhaní (969-1008)
- Al-Harirí de Bàssora (1054-1122)
- Yehuda al-Harizí (1170-1235)
- Shlomo ibn Shaqbāl (ca. 1000-1050)
- As-Saraqustí (m. 1143)
- Yosef ibn Zabara